# Luís Amado Carballo
Luís Gustavo Amado Carballo (Pontevedra, 1901-1927) fou un escriptor gallec en llengua gallega. El 1982 se li dedicà el Dia de les Lletres Gallegues.
Figura, juntament amb Manuel Antonio i Luís Pimentel, entre els protagonistes de la renovació poètica del primer terç del segle xx.
Va estudiar el batxillerat a l'institut de la seva ciutat natal i, després de cursar dos anys de filosofia i lletres a la Universitat compostel·lana, va tornar a Pontevedra per seguir la carrera de magisteri. Durant la seva curta vida, Amado Carballo va exercir com a mestre d'escola i periodista, professions que li van garantir poder dedicar-se sense preocupacions econòmiques a la seva obra de creació.
A fi de treballar com a periodista, Amado Carballo va marxar a Madrid el 1920, on va col·laborar en el periòdic La Tribuna, en la revista España i en altres publicacions espanyoles i gallegues. Allà va participar en la vida bohèmia de la capital. Però va decidir tornar a la seva ciutat d'origen i, des de Pontevedra i Vigo, continuar escrivint per a diferents mitjans gallecs (Progreso, La Concordia, El Pueblo Gallego, A Nosa Terra, Nós, Vida Gallega, etc.).
Malgrat que és recordat fonamentalment com a poeta, l'escriptor de Pontevedra va iniciar la seva carrera en la literatura com a narrador, amb les novel·les curtes Maliaxe (1922) i Os pobres de Deus (1925), i el conte Un milagre do santo San Francisco.
El 1924, Amado Carballo contreu una tuberculosi pulmonar, cosa que el força a abandonar el seu treball periodístic a Vigo i tornar a Pontevedra. Allà, amb Xoán Vidal Martínez, funda la revista Alborada i es dedica a fer classe en l'escola primària.
La seva obra lírica comprèn dos poemaris, Proel (1927) i O galo (1928). De tota manera, va ser un dels poetes que més va influir en les generacions posteriors. És considerat com el creador de la denominada escola imaxinista o hilozoista.